# Типиницы
Типиницы — деревня в составе Великогубского сельского поселения Медвежьегорского района Республики Карелия, комплексный памятник истории. Расположена на Заонежском полуострове в северной части Онежского озера.

## Общие сведения
В результате сокращения населения в 1957 году деревни Гора и Трутнево были присоединены к деревне Типиницы.

## Достопримечательности
Памятник архитектуры XVIII века — деревянная часовня Петра и Павла — в советское время была перенесена в музей-заповедник «Кижи».
В деревне сохраняются памятники истории:
- Памятное место, где стоял дом, в котором родился и жил до 1939 года Герой Советского Союза Николай Иванович Ригачин[5]
- Братская могила красноармейцев, погибших в годы Гражданской войны
- Часовня придорожная Сошествия Святого Духа (XIX век)[6]
- Деревянная Варварьинская церковь (1650-х г.г. постройки) из деревни Яндомозеро. С 2015 года ведутся работы по восстановлению (реставрации) в Типиницах, перенесённой из расположенной в 15 км ненаселённой деревни Яндомозеро деревянной Варварьинской церкви. За время ведения работ было сохранено до 70% подлинного исторического материала[7]. По состоянию на март 2021 года храм стоит в Типиницах под крышей, с шатровой кровлей, с луковичными главками и православными крестами. Готовятся к установке причелины, наличники, подзоры, резные столбы, элементы потолка-неба и каркас иконостаса[8].

## Население
Численность населения в 1905 году составляла 335 человек.
| 2002 | 2010 | 2013 |
| ---- | ---- | ---- |
| 44   | ↘24  | ↘19  |

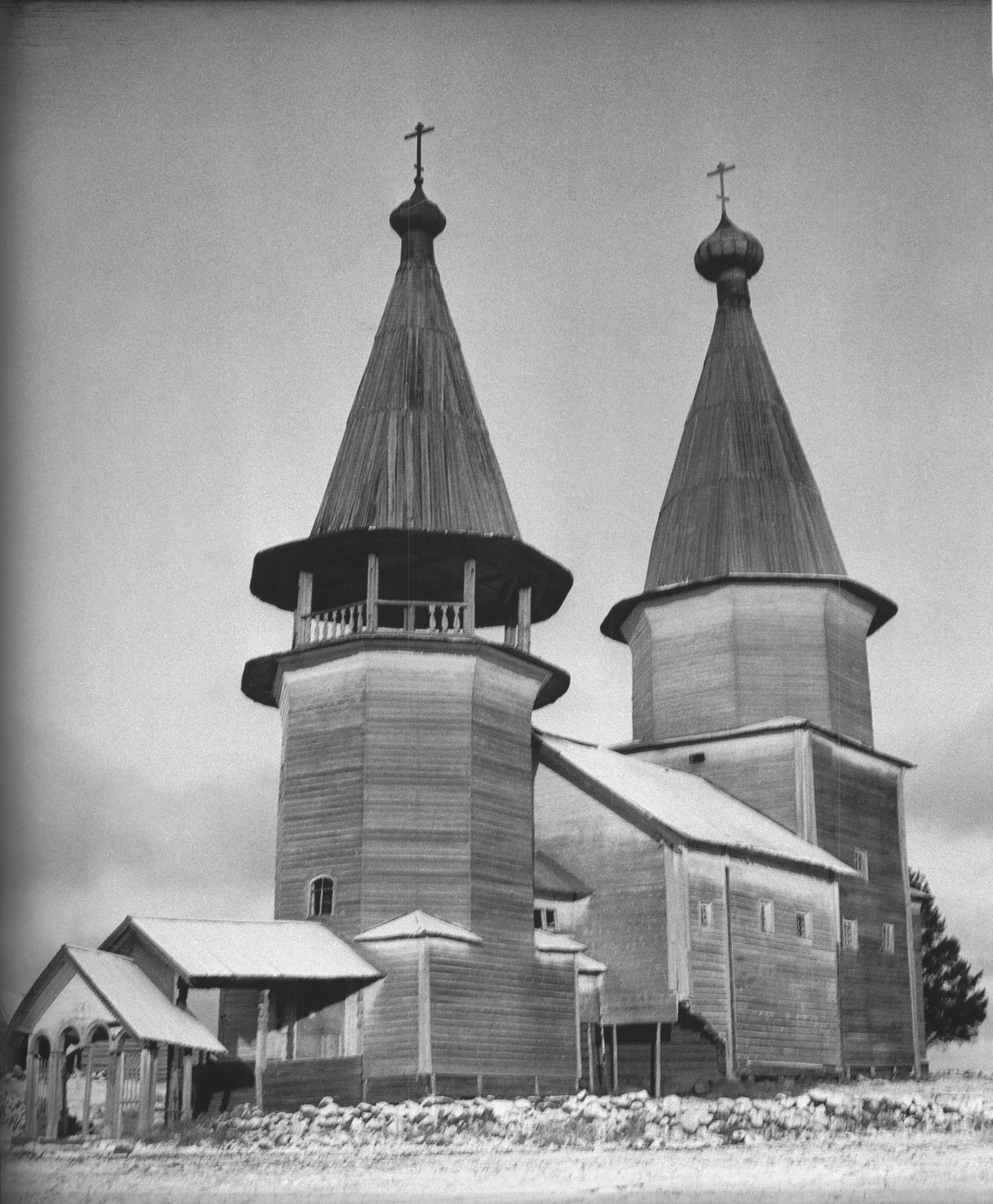
Церковь Вознесения, Ильи Пророка и Богоявления (сгорела в 1975 г.), вид с юго-запада  Объект культурного наследия № 1002633000№ 1002633000
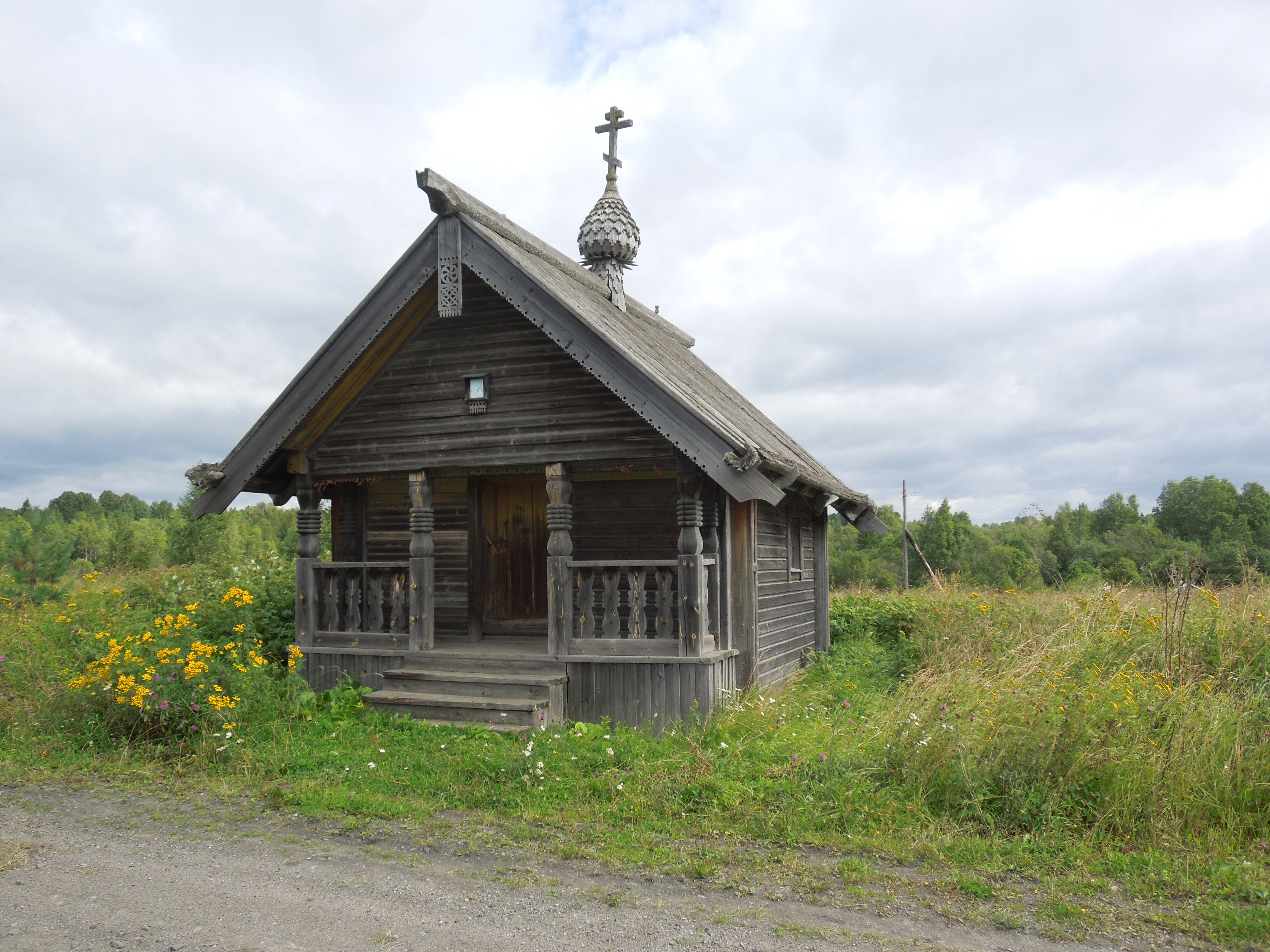
Часовня сошествия Святого Духа  Объект культурного наследия № 1002285000№ 1002285000
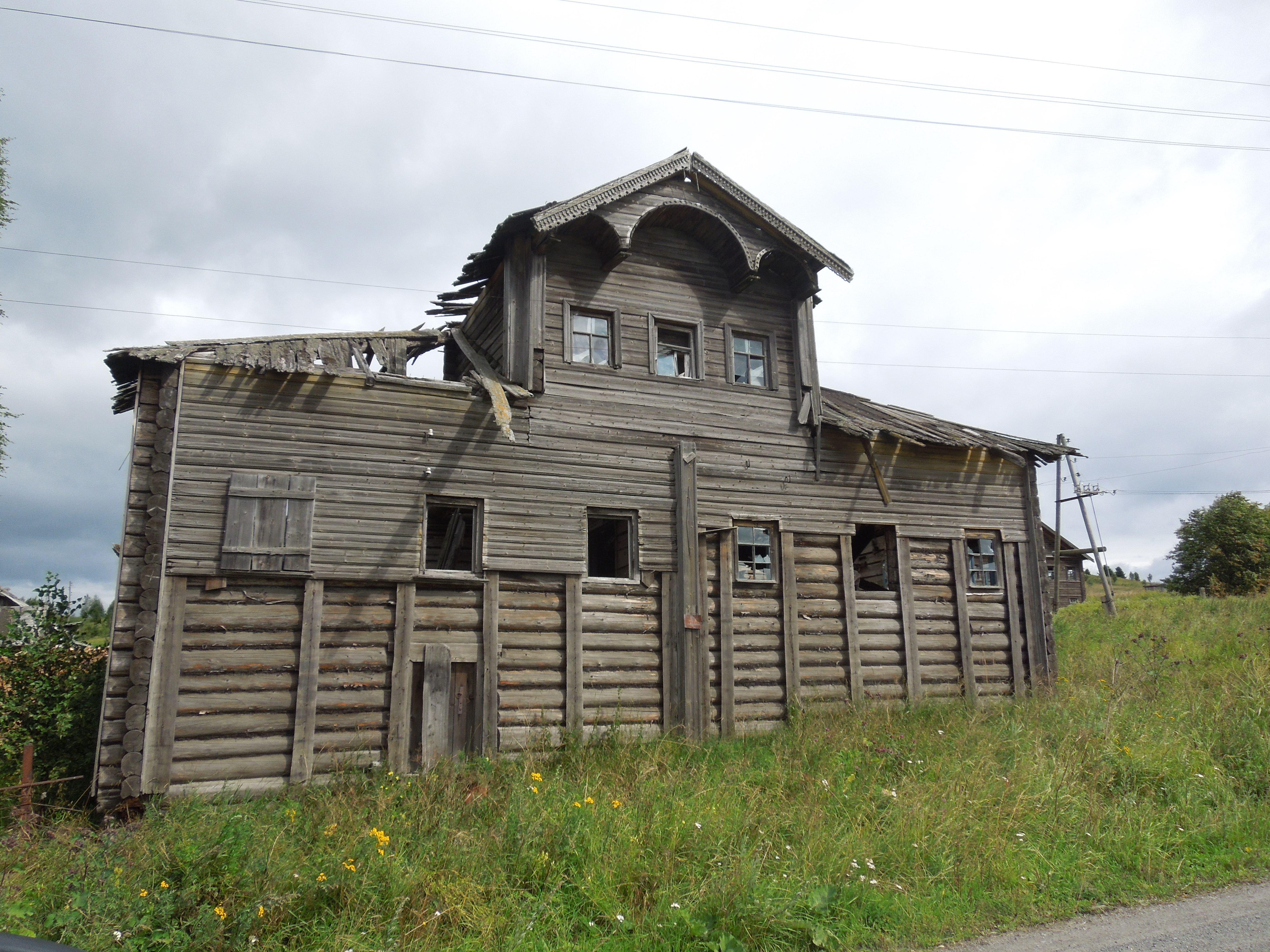
Дом 26